# Salomão Barbosa Ferraz
Salomão Barbosa Ferraz (Jaú, 18 de fevereiro de 1880 - São Paulo, 09 de maio de 1969) foi um bispo católico brasileiro, cuja carreira o levou a ser membro de várias denominações cristãs da Igreja Presbiteriana à Igreja Católica Romana.

## Biografia
Nasceu em Jaú, Brasil, em 18 de fevereiro de 1880, filho do pastor presbiteriano Belarmino Nunes Ferraz e de sua esposa Maria Santana Barbosa. Originalmente ministro presbiteriano, foi ordenado clérigo anglicano em 1917 na Igreja Episcopal Anglicana no Brasil (IEAB). 
Na denominação anglicana, desenvolveu boa parte de sua teologia e práticas litúrgicas, podendo ser considerado como um precursor do anglocatolicismo no Brasil. Inspirado por uma espiritualidade católica, publicou obras de cunho litúrgico como A Liturgia do Sagrado Coração de Jesus, Liturgia para a Sexta-Feira Santa e o Ofício de Decisão (para os ritos de Confirmação), bem como obras de relevância teológica, exemplo de A Fé Nacional, onde se aprofundava ainda mais como uma das primeiras lideranças a promover o Ecumenismo de forma ampla e aberta no Brasil, ao mesmo tempo em que, também criticava o institucionalismo e as disputas pessoais que geravam uma fragmentação na unidade cristã. Em 1928, fundou uma sociedade ecumênica, a "Ordem de Santo André" .
Esta Ordem foi fundamental na organização de um "Congresso Católico Livre" em 1936, após a sua saída da Igreja Episcopal. No final deste evento, estabeleceu uma "Igreja Católica Livre" e foi eleito o primeiro bispo da Igreja. A Segunda Guerra Mundial interrompeu seus planos de ser consagrado bispo pelos veterocatólicos europeus e acabou sendo consagrado bispo por Carlos Duarte Costa, fundador da Igreja Católica Apostólica Brasileira, após a excomunhão desse bispo pelo Vaticano em 1945. Barbosa Ferraz foi também membro da Maçonaria.
Por sua vez, consagrou Manoel Ceia Laranjeira para a Igreja Católica Livre do Brasil em 1951, mas buscou a recepção na Igreja Católica Romana, que conseguiu sob o Papa João XXIII, deixando Manoel Ceia Laranjeira à frente da Igreja Católica Livre, então renomeada como Igreja Católica Apostólica Independente no Brasil.
Em 1959, Ferraz foi recebido na Igreja Católica Romana. Sua recepção encontrou certa resistência e confusão em Roma, onde se supunha que ele era viúvo ou casto. Ele acabou sendo nomeado Bispo titular de Eleutherna em 1963 e participou do Concílio Vaticano II.
O bispo Ferraz morreu em 1969, deixando uma esposa e sete filhos, sendo um raro exemplo de um bispo casado legalmente aceito na moderna história católica romana.

## Publicações
Entre de publicações de Salomão Ferraz, têm-se Princípios e Métodos (1915); Manifesto do clero evangélico do Rio de Janeiro (1922); Oração da Pedra (1924); Manual de Oração (1925); Liturgia da Santa Comunhão (1929); A Santa Igreja Católica (1930); A Fé Nacional (1932); Liturgia da Santa Missa (1934); A Igreja e a Sinagoga (1936); Maioridade nacional: civil e religiosa (1941) e, posteriormente, a compilação de algumas liturgias em um só volume intitulado de Missal Brasiliense (1949).
Durante a sua estadia na Bahia, organizou o jornal Imprensa Evangélica, junto com o presbiteriano Matatias Gomes dos Santos, e tempos depois, traduziu o livro O Apóstolo São Paulo (1925), de James Stalker. Dentre as cartas como bispo, publicou Mensagem Pastoral (1939); O Arrebol da Aurora (1959); e Reforma Disciplinar: Memorial apresentado ao Santo Padre Paulo VI (1964). Também publicou vários artigos, cartas e foi redator em periódicos como A Espada, Aleluia, Estandarte Cristão, O Católico Livre, e A Fé Nacional.
No Hinário Presbiteriano têm-se letras de Salomão Ferraz em Divino Instruidor (nº 83), Pequena Vila de Belém (nº 232) e Brilhando por Jesus (nº 362). Já no Hinário Evangélico têm-se Oráculos Divinos (nº 143) e Brilhando por Jesus (nº 156). E no Hinário Episcopal têm-se Pequena Vila de Belém (nº 20), Oráculos Divinos (nº 319) e Brilhando por Jesus (nº 339).
Sobre sua biografias, um dos filhos de Salomão, Hermes Ferraz, escreveu o livro Dom Salomão Ferraz e o ecumenismo (1995), sendo o texto mais completo sobre sua vida e obra. Sua biografia também está registrada nos livros Notas para uma História da Igreja Episcopal Anglicana do Brasil (1995), de Oswaldo Kickhöfel, e Igreja Católica Apóstolica Brasileira (2012), de Marcos Martini.